# Nina Chuba
Nina Katrin Kaiser, nota artisticamente come Nina Chuba (Wedel, 14 ottobre 1998), è una cantante e attrice tedesca.

## Biografia
Nina Chuba ha guadagnato popolarità come interprete dopo aver inciso la hit Wildberry Lillet (2022), numero uno nella Ö3 Austria Top 40 e nella Deutsche Singlechart, nonché primo ingresso della cantante nella top ten svizzera e lussemburghese. Il brano, certificato multiplatino nei mercati DACH, le ha fatto guadagnare tre riconoscimenti 1 Live Krone e ha anticipato l'album in studio d'esordio, dal titolo Glas. L'LP, finito al numero uno nella classifica dischi austriaca e tedesca, ha accumulato oltre 110 000 unità equivalenti, venendo certificato oro sia dalla Bundesverband Musikindustrie che dalla IFPI Schweiz. Inoltre, le tracce tratte dal disco Ich hass dich e Mangos mit Chili sono entrambe arrivate nella top ten tedesca.
Nina Chuba si è contesa l'MTV Europe Music Award al miglior artista tedesco per due anni consecutivi, sia nel 2022 che nel 2023. Nel marzo 2023 ha ottenuto la sua quarta top ten in Germania, piazzando AMG all'8º posto. L'anno successivo è stata impegnata col Glas Tour 2024, tournée incominciata nell'aprile 2024 e conclusasi il mese seguente.

## Discografia

### Album in studio
- 2023 – Glas

### EP
- 2020 – Power
- 2021 – Average
- 2024 – Farbenblind

### Singoli
- 2019 – White Shirt
- 2019 – I Owe You Nothing
- 2019 – Lips Shut
- 2020 – I Can't Sleep
- 2020 – King (con Pablo Bravas)
- 2020 – Jungle
- 2020 – Trying Not to Think About You (con Filous)
- 2020 – Babylon Fall
- 2021 – Yellow Black Blue
- 2021 – Who Hurt You
- 2021 – 22s (con Koko e Dillstone)
- 2021 – Levitating
- 2021 – Neben mir
- 2021 – Molly Moon
- 2021 – Alles gleich
- 2022 – Nicht allein
- 2022 – Femminello
- 2022 – Tracksuit Velours
- 2022 – Wildberry Lillet
- 2022 – Ich hass dich (con Chapo102)
- 2022 – Fieber/Glatteis
- 2023 – Mangos mit Chili
- 2023 – Ich glaub ich will heut nicht mehr gehen (con i Provinz)
- 2024 – Nina
- 2024 – 80qm
- 2024 – Randali (con Chapo102)
- 2024 – Fata Morgana (con i Tokio Hotel)
- 2024 – Fliegen
- 2025 – Ende
- 2025 – Unsicher
- 2025 – Wenn das Liebe ist
- 2025 – Rage Girl (solo o con Kauta, Layla ed Esther Graf)

### Collaborazioni
- 2023 – AMG (RIN feat. Nina Chuba)

## Tournée
- 2024 – Glas Tour 2024

## Filmografia

### Cinema
- Arschkalt, regia di André Erkau (2011)

### Televisione
- Grani di pepe – serie TV, 28 episodi (2008-10)
- Großstadtrevier - Liebeslügen – serie TV, 1 episodio (2010)
- Eine Hand wäscht die andere, regia di Hermine Huntgeburth (2012)
- Notruf Hafenkante - Stumme Angst – serie TV (2016)
- Dr. Klein - Surprises – serie TV (2016)
- Das Traumschiff - Hawaii – serie TV (2018)
- Letzte Spur Berlin - Todesspiel – serie TV (2018)
- Sechs auf einen Streich - Das Märchen von den zwölf Monaten – serie TV (2019)
- Bettys Diagnose – serie TV, 13 episodi (2020-21)
- Intimate – serie TV (2023)
- Kurzstrecke mit Pierre M. Krause – serie TV (2023)